# Odlingszon

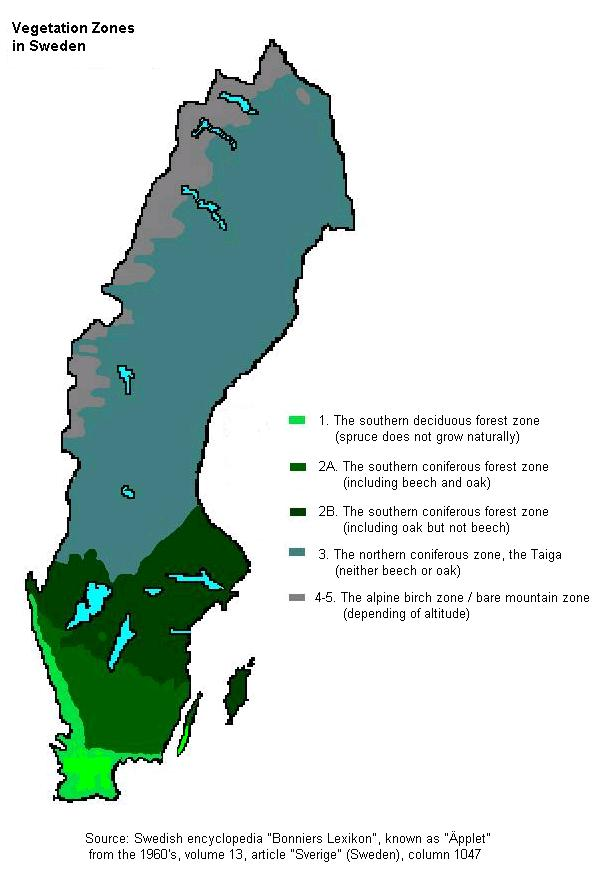
Sveriges odlingszoner

Finlands odlingszoner

En odlingszon eller växtzon är ett område där man anser att klimatbetingelserna och årstidernas påverkan på växter är så likartade att man kan ringa in det området och skilja det från sin omgivning.
Ett exempel är den zonkarta över Sverige som C.G. Dahl ritade år 1912, och publicerade år 1913. Denna karta innehöll 5 zoner. År 1929 modifierades kartan något, men innehöll fortfarande 5 zoner. Kartan har blivit en klassiker som genom åren finjusterats och gjorts mer detaljerad. År 1941 infördes zon 6. Den har allmänt accepterats bland såväl amatörer som proffs. Zonkartan är uppdelad i åtta odlingszoner, där zon 1 är den mildaste och 8 den bistraste. Fjällregionen är undantagen från zonindelningen.